# CLIP STUDIO PAINT
CLIP STUDIO PAINT（クリップスタジオペイント）は、ComicStudioやIllustStudioなどで知られるセルシスによって開発されたプロプライエタリなペイントソフト、漫画原稿制作ソフト。CLIP STUDIOファミリーの一つ。略称は公式は最初「CSP」と呼んでいたが途中から「クリスタ」と呼ぶようになった。しかしCLIP STUDIOおよびACTION、COORDINATE、MODELERと区別するためユーザー間では「クリペ」と呼ばれる場合もある。

## 概要
2011年5月19日に実験的なペイントソフトであるCLIP PAINT Labが無償公開されそれを元に、2012年5月31日よりCLIP STUDIO PAINT PROとして発売された。上位バージョンとして、漫画向けの機能を強化したCLIP STUDIO PAINT EXが2013年2月1日に発売された。ダウンロード版とパッケージ版、月額500円/1,000円のバリュー版が販売されている。ComicStudioとIllustStudioの事実上の後継ソフト。
北米およびヨーロッパではCLIP STUDIO PAINT PROをManga Studio 5、CLIP STUDIO PAINT EXをManga Studio EX5の名でSmith Micro Softwareから発売されていたが、2016年3月以降はCLIP STUDIO PAINTにすべて製品名が統一された。
2017年11月8日にCLIP STUDIO PAINT EX for iPadがリリースされた。
2018年4月26日にCLIP STUDIO PAINT PRO for iPadがリリースされた。
2019年12月5日にCLIP STUDIO PAINT for iPhoneがリリースされた。
2020年8月21日にCLIP STUDIO PAINT for Galaxyがリリースされた。
2020年12月10日にCLIP STUDIO PAINT for Androidがリリースされた。
2023年3月14日にメジャーバージョンアップの2.0がリリース。2.0以降のアップデートはサブスクリプションサービスへの加入（永続版はアップデート対応パック購入）が必要となる。
2024年3月14日にバージョン3.0がリリース。
2025年3月12日にバージョン4.0がリリース。

## 特徴
新開発の描画エンジンを搭載しておりペンタブレットでの滑らかな描き心地を実現している。Windowsに加え、macOS、iPad、iPad Proにも対応している。また、2019年12月5日にはiPhone版が、2020年12月10日にはAndroid版がリリースされた。3DCGのキャラクターや背景を配置し作画の参考にすることができる。また、ベクターデータを扱い、イラストの線画等を後から劣化なく簡単に編集することができる。
ComicStudioやIllustStudioは32ビットだったためメモリに2GBの制限があり、高解像度画像や多レイヤー画像などの作業に難があったが、CLIP STUDIO PAINTは64ビットOSにネイティブ対応したため、メモリ制限を気にせず作業ができる。またマルチコアCPUにも対応している。
iOS、Androidアプリのアイビスペイント（ibisPaint）との連帯機能を搭載している。アイビスペイントで作成したイラストをCLIP STUDIO PAINTで開くことが出来る。
アニメーションのデジタル作画にも利用されている。

## 製品の種類
CLIP STUDIO PAINT EX
PROに搭載した機能を含む全ての機能を使えるモデル。PROと比べ複数ページ管理機能やレイヤーのLT変換（3DLT・2DLT）、アニメーション制作機能、複数人での作業時に使用できる連携機能が使用できる。
またVer.1.3.4よりストーリーエディターが搭載され、より漫画原稿制作が快適になった。
1デバイスプランで は月額980円または年額8,300円。iPhone版は月額300円で未契約でも毎月30時間無料で使用することができる。
セルシスの株主優待として毎年6月・12月末現在の株主に対して対応機種のうちの1台で6ヶ月有効のアクティベーションコードがその3ヶ月後に発行され株主である限り継続使用できる。
CLIP STUDIO PAINT PRO
イラスト向けのモデル。しかし漫画向けの機能も搭載しており、単ページ漫画なら製作可能である。
Wacom製ペンタブレットに2年間のダウンロード版ライセンスが同梱されるケースが多い。
2015年9月にcomicoとのコラボレーションパッケージである『CLIP STUDIO PAINT comico』が発売される。
iPad版は月額480円または年額2,800円。iPhone版は月額100円で未契約でも毎月30時間無料で使用することができる。
CLIP STUDIO PAINT DEBUT
これ単体では販売されないモデル。Pixivのプレミアム会員に無料で提供されている。
また、イベント・キャンペーンなどで中高生に無料配布されたり、ペンタブレット付属版の使用期限が切れるとこちらのエディションに変更して継続使用することになる。2014年7月から発売された新Tab-Mate Controller、2018年2月27日発売のTab-Mate、2024年3月18日発売のTab-Mate2にも付属している。なお旧モデルのTab-Mate Controllerには付属していないので購入時には注意が必要である。

## 対応ファイル形式

### 入出力対応形式
- CLIP STUDIO FORMAT形式 (.clip)
- CLIP STUDIO PAINT形式（.lip） Ver.1.4.3までの標準ファイル形式。Ver.1.5.0以降は入力のみ対応。
- Adobe Photoshop形式（.psd）
- Adobe Photoshopビックドキュメント形式（.psb）
- Windows bitmap形式（.bmp）
- JPEG形式（.jpg）
- TIFF形式（.tif）
- TGA形式（.tga）
- PNG形式（.png）
- WebP形式（.webp）
- PDF形式（.pdf） 別売のプラグインを導入することで利用可能になる。EX版のみの対応。
- AVI形式（.avi）
- MP4形式（.mp4）
- MOV形式（.mov）
- WAVオーディオ形式（.wav）
- Oggオーディオ形式（.ogg）

PSD形式の入力と出力に対応しているためAdobe Photoshopとの連携も可能。

### 入力のみ対応形式
- IllustStudioドキュメント形式（.xpg）
- ComicStudioページファイル形式（.cpg）
- ComicStudio作品ファイル（.cst）
- MP3オーディオ形式（.mp3）

### 出力のみ対応形式
- MOBI形式（.mobi） EX版のみの対応。
- EPUB形式（.epub） EX版のみの対応。
- アニメーションGIF形式（.gif）
- APNG形式（.png）
- XDTSタイムシート形式（.xdts）EX版のみの対応。
- Comma-Separated Valuesタイムシート形式（.csv）EX版のみの対応。

### 3D入力対応形式
- VRM形式（.vrm）
- Autodesk FBX（.fbx）
- LightWave Object（.lwo）
- LightWave 3D Scene File（.lws）
- Wavefront OBJ（.obj）
- CELSYS CHARACTER形式（.c2fr/.c2fc）
- 六角大王Super形式（.6kt/.6KH）
- POSE STUDIO形式（.pep）

## リリース履歴
2012年5月31日 Ver.1.0シリーズ
| リリース日時   | バージョン番号 | 主な更新内容 |
| -------------- | -------------- | --- |
| 2012年6月14日  | Ver.1.0.1      | |
| 2012年7月26日  | Ver.1.0.3      | |
| 2012年9月28日  | Ver.1.1.0      | |
| 2012年10月12日 | Ver.1.1.1      | |
| 2012年12月20日 | Ver.1.2.0      | |
| 2013年4月13日  | Ver.1.2.3      | |
| 2013年8月7日   | Ver.1.2.7      | 3Dレイヤーに漫画的なパースを簡単に表現できる「マンガパース」機能搭載。 |
| 2013年10月17日 | Ver.1.2.8      | |
| 2013年12月4日  | Ver.1.3.0      | レイヤーのLT変換搭載。 |
| 2013年12月20日 | Ver.1.3.1      | |
| 2014年2月27日  | Ver.1.3.2      | グラデーションマップ搭載。 |
| 2014年4月10日  | Ver.1.3.3      | |
| 2014年6月19日  | Ver.1.3.4      | ストーリーエディタ搭載。 |
| 2014年6月26日  | Ver.1.3.5      | |
| 2014年7月30日  | Ver.1.3.6      | |
| 2014年9月11日  | Ver.1.3.9      | Kindleフォーマット出力機能の搭載。 |
| 2014年11月20日 | Ver.1.4.0      | 電子書籍用フォーマット、EPUB形式での出力対応。 「CLIP STUDIO PAINT用PDF入出力プラグイン」によるPDFの読み込み、書き出しに対応。                                               |
| 2015年2月26日  | Ver.1.4.1      | コンビニプリント対応 |
| 2015年6月30日  | Ver.1.4.2      | 3DLT変換のレンダリング品質向上。 テキスト描画品質の向上。 クラウドバックアップ搭載。                                                                                         |
| 2015年10月27日 | Ver.1.5.0      | アニメーション制作が可能となった。 |
| 2015年11月12日 | Ver.1.5.1      | |
| 2015年12月16日 | Ver.1.5.2      | |
| 2016年1月20日  | Ver.1.5.3      | |
| 2016年2月17日  | Ver.1.5.4      | |
| 2016年4月20日  | Ver.1.5.5      | 合成モードが従来の17種から29種へ増加。 Windows XP、Vista、Mac OS X 10.6、10.7、10.8の動作保証が終了。[16]                                                                    |
| 2016年5月25日  | Ver.1.5.6      | Retinaディスプレイ対応（Mac OS X版） |
| 2016年7月28日  | Ver.1.6.0      | 3Dレイヤーの改善。 |
| 2016年7月29日  | Ver.1.6.1      | Mac版のみのリリース |
| 2016年8月18日  | Ver.1.6.2      | |
| 2016年10月27日 | Ver.1.6.3      | ページファイル名の自動付け直し機能搭載【EX】 「アニメーション書き出し」でAPNG形式の出力対応                                                                                  |
| 2017年2月28日  | Ver.1.6.4      | アニメーション書き出しにOpenToonzシーンファイルを追加【EX】 ダイアログやパレットから、色を設定する方法を改善した。 macOS Sierraに正式対応した。                              |
| 2017年6月15日  | Ver.1.6.6      | Surfaceペン、Surface Dialに対応。 ワークスペースを素材として登録可能に。 四面図パレットの追加【EX】                                                                          |
| 2017年9月7日   | Ver.1.6.7      | アプリケーションが全言語共通化された。 製本3Dプレビューが新しくなった。 |
| 2017年10月12日 | Ver.1.6.8      | Win版のみリリース |
| 2017年12月13日 | Ver.1.7.1      | 2017年12月末に販売開始予定のCLIP STUDIO TABMATEに対応。 |
| 2017年12月15日 | Ver.1.7.2      | |
| 2018年1月25日  | Ver.1.7.3      | |
| 2018年4月26日  | Ver.1.7.4      | パレットドックの表示方法を選択できるように 3Dデッサン人形の機能が一新された 初期設定のツールを追加できるように。                                                             |
| 2018年7月5日   | Ver.1.7.8      | CLIP STUDIO TABMATEの[ツールの変更]が、ツールの一時切り替え（ツールシフト）に対応 iPad版ではじめてペンを使用するときに、指でキャンバスを操作しながら、ペンで描画できるように |
| 2018年8月30日  | Ver.1.8.0      | 手のポーズだけを登録できるように 3Dレイヤーの操作性が向上 |
| 2018年9月20日  | Ver.1.8.2      | |
| 2018年11月29日 | Ver.1.8.4      | アニメーション機能が大幅にアップデート キャンバスに作成できるレイヤーの枚数が10,000まで増加 先行プレビュー機能として、自動彩色機能やトーン消去.分離が追加                    |
| 2018年12月13日 | Ver.1.8.5      | |
| 2019年2月28日  | Ver.1.8.6      | 初期収録されている描画系ツールに新しく12点のブラシが追加 先行プレビュー機能として、ポーズスキャナー機能が追加 起動時に筆圧調整を行うダイアログが表示されるように             |
| 2019年3月2日   | Ver.1.8.7      | |
| 2019年3月5日   | Ver.1.8.8      | |
| 2019年4月10日  | Ver.1.9.0      | |
| 2019年7月17日  | Ver.1.9.1      | テキストの変形機能を追加/変形機能の操作性が向上/講談社への入稿に使用できる公認プリセットを追加 起動時にイントロダクションを表示等の機能改善,向上                             |
| 2019年7月17日  | Ver.1.9.2      | |
| 2019年7月24日  | Ver.1.9.3      | |
| 2019年9月26日  | Ver.1.9.4      | フィルター効果に[イラスト調]を追加 mac版がSidecarに対応 |
| 2019年12月5日  | Ver.1.9.5      | ユーザーインタフェースを大幅にリニューアル iPad版はファイル Appからの読み込み、保存、サムネイル等の表示に対応                                                                |
| 2019年12月19日 | Ver.1.9.7      | |
| 2020年4月9日   | Ver.1.9.9      | クリップボードにコピーした内容を[キャンバス]ウィンドウの中心へ貼り付け可能に ベジェ曲線などの編集がしやすく改善                                                              |
| 2020年4月16日  | Ver.1.9.10     | |
| 2020年4月28日  | Ver.1.9.11     | |
| 2023年3月14日  | Ver.2.0        | 3Dデッサン人形頭部モデル、カメラで撮影した手を3D デッサン人形に反映できるハンドスキャナー、ブラシ混色の改善など。[17]                                                        |
| 2024年3月14日  | Ver.3.0.0      | 3D機能の強化や、WebP形式の入出力などに対応した。[18] |
| 2025年3月12日  | Ver.4.0.0      | 仕上げ、加工機能の強化、STL形式、BVH形式の読み込みなどに対応。[19] |

## 公式ガイドブック
- 平井太朗/著・株式会社セルシス/監修『あなたもイラスト&マンガが描ける CLIP STUDIO PAINT EX 公式ガイド』（アスキー・メディアワークス、2013年12月19日発売）
- アスキー書籍編集部/編集・株式会社セルシス/監修『あなたもイラスト&マンガが描ける CLIP STUDIO PAINT PRO 公式ガイド』（角川アスキー総合研究所、2014年10月14日発売）
- 株式会社セルシス/監修『CLIP STUDIO PAINT PRO 公式リファレンスブック イラストや漫画が描ける定番ペイントツール!』（エムディエヌコーポレーション、2015年6月19日発売）
- 株式会社セルシス/監修『CLIP STUDIO PAINT EX 公式リファレンスブック プロが認める性能と実績、マンガ制作ソフトの最高峰!』（エムディエヌコーポレーション、2015年10月20日発売）
- 株式会社セルシス/監修『CLIP STUDIO PAINT PRO 公式ガイドブック』（エムディエヌコーポレーション、2018年8月27日発売）
- 株式会社セルシス/監修『CLIP STUDIO PAINT EX 公式ガイドブック』（エムディエヌコーポレーション、2018年12月26日発売）
- 株式会社セルシス/監修『CLIP STUDIO PAINT PRO 公式ガイドブック 改訂版』（エムディエヌコーポレーション、2020年10月30日発売）
- 株式会社セルシス/監修『CLIP STUDIO PAINT EX 公式ガイドブック 改訂版』（エムディエヌコーポレーション、2021年3月30日発売）

## 関連書籍
- ふゆの春秋・凪庵『CLIP STUDIO PAINT PRO イラストレーションテクニック』（ビー・エヌ・エヌ新社、2012年11月16日発売）
- 株式会社オブラゴン/著・金子博亘/監修『専門学校生のための必修CLIP STUDIO PAINTマスター』（SBクリエイティブ、2013年12月20日発売）
- 『CLIP STUDIO PAINT PRO デジタルイラストテクニック』（玄光社、2014年5月30日発売）
- おぎのひとし『Clip Studio Paint マンガ制作テクニック 最新ソフトウェアで描くデジタルマンガ』（工学社、2014年7月16日発売）
- 少年サンデー編集部/編集、株式会社セルシス/監修『めざせ!まんが家 PCでまんがを描こう! CLIP STUDIO PAINT まんが制作ガイドブック (少年サンデーコミックススペシャル)』（小学館、2014年10月17日発売）
- しきみ・lack・秋咲りお『CLIP STUDIO PAINT PRO プロの絵師に学ぶイラスト上達テクニック』（エムディエヌコーポレーション、2014年12月19日発売）
- 小高みちる『プロが教える! CLIP STUDIO PAINT 最強デジコミ制作講座』（ソーテック社、2015年3月7日発売）
- 『東方色技帖 CLIP STUDIO PAINTで描く東方イラストテクニック』（玄光社、2015年6月29日発売）
- パルプライド『CLIP STUDIO PAINTでマンガを描く! 少年・少女&タテ読みマンガを完全解説!』（マイナビ出版、2016年1月29日発売）
- 烏羽雨・Mika Pikazo・もくり『表現したい世界を描く! CLIP STUDIO PAINT PROイラストレーションテクニック』（ビー・エヌ・エヌ新社、2016年4月22日発売）
- 平井太朗『CLIP STUDIO PAINT PRO/EX プロに学ぶマンガ描画テクニック』（エムディエヌコーポレーション、2016年8月9日発売）
- 摩耶薫子・仁神ユキタカ・ちゅー太/イラスト『CLIP STUDIO PAINT デジタルマンガテクニック』（玄光社、2016年11月29日発売）
- 井上のきあ『CLIP STUDIO PAINT 基礎力を上げるテクニカルガイド』（エムディエヌコーポレーション、2017年1月31日発売）
- 吉邉尚希『ショートアニメーション メイキング講座 吉邉尚希works by CLIP STUDIO PAINT PRO/EX』（技術評論社、2017年3月9日発売）
- 珠樹みつね/著・角丸つぶら/編集『CLIP STUDIO PAINT キラキラの描き方 宝石・鉱物・金属などを輝かせる塗りのテクニック』（ホビージャパン、2017年3月15日発売）
- 柚希きひろ・逢倉千尋・あららぎ蒼史『CLIP STUDIO PAINT PROで幻想的な美少女イラストを描く3つの流儀』（秀和システム、2017年6月20日発売）
- 『新版 CLIP STUDIO PAINT PRO デジタルイラストテクニック』（玄光社、2017年7月18日発売）
- ゾウノセ・藤ちょこ・角丸つぶら『東洋ファンタジー風景の描き方 CLIP STUDIO PAINT PRO/EX 空気感のある背景&キャラのなじませ方 』（ホビージャパン、2017年7月30日発売）
- サイドランチ『クリスタ デジタルマンガ&イラスト道場 CLIP STUDIO PAINT PRO/EX対応』（ソーテック社、2017年8月10日発売）
- 『初心者のためのCLIP STUDIO PAINT PRO 疑問解決集』（玄光社、2017年8月29日発売）
- 『現場で役立つCLIP STUDIO PAINT PRO/EX 時短テクニック』（ソーテック社、2017年9月16日発売）
- 椎名見早子『CLIP STUDIO PAINTで描く背景講座 デジタルパース塾』（廣済堂出版、2018年2月5日発売）
- 園田寛明『超時短! 3D背景素材集 部屋・住宅編 CLIP STUDIO PAINT PRO/EX/EX for iPad対応』（マール社、2018年3月24日発売）
- よー清水『「キャラの背景」描き方教室 CLIP STUDIO PAINTで描く! キャラの想いを物語る風景の技術』（SBクリエイティブ、2018年3月28日発売）
- スタジオ・ハードデラックス『デジタルイラストの「エフェクト」描き方事典 CLIP STUDIO PAINT PROで描く! 効果と仕上げのテクニック50 (デジタルイラスト描き方事典)』（SBクリエイティブ、2018年4月20日発売）
- かにぱんだ・カオミン・M.B・雫綺一生『CLIP STUDIO PAINT機能引き事典 PRO&EX対応』（ナツメ社、2018年5月8日発売）
- NextCreator編集部『デジタルイラストの「塗り」事典BOYS CLIP STUDIO PAINT PROで描く! 美麗な描画のテクニック55 (デジタルイラスト描き方事典シリーズ)』（SBクリエイティブ、2018年5月21日発売）
- isuZu『プロが教える! CLIP STUDIO PAINT PROの教科書』（技術評論社、2018年5月23日発売）
- サイドランチ『CLIP STUDIO PAINTトレーニングブック PRO/EX対応』（ソーテック社、2018年6月16日発売）
- 『iPadではじめよう! CLIP STUDIO PAINT』（玄光社、2018年8月2日発売）
- 株式会社レミック・平井太朗『CLIP STUDIO PAINTの「良ワザ」事典 [PRO/EX対応] デジタルイラストに役立つ厳選テクニック211』（SBクリエイティブ、2018年8月22日発売）
- ゾウノセ・角丸つぶら『CLIP STUDIO PAINTブラシ素材集 雲から街並み、質感まで』（ホビージャパン、2018年10月31日発売）
- シワスタカシ・ぽかちゅ・レミック『東方基技帖 東方Projectでわかるデジタルイラストテクニック by CLIP STUDIO PAINT PRO/EX』（玄光社、2018年11月30日発売）
- サイドランチ『プロ絵師の技を完全マスター キャラ塗り上達術 決定版 CLIP STUDIO PAINT PRO/EX対応』（インプレス、2019年3月8日発売）
- 24『CLIP STUDIO PAINT PROからはじめよう!』（技術評論社、2019年3月15日発売）
- 戸森あさの・花守絃・kanco『CLIP STUDIO PAINT PROで魅惑的なBLイラストを描く3つの流儀』（秀和システム、2019年4月15日発売）
- サイドランチ『クリスタ道場 キャラクター・メイキング編 CLIP STUDIO PAINT PRO/EX対応』（ソーテック社、2019年7月20日発売）
- 『CLIP STUDIO PAINT スーパーエフェクト事典 PRO&EX対応』（ナツメ社、2019年9月17日発売）
- サイドランチ『プロ絵師の技を完全マスター 魅せる背景 上達術 決定版 CLIP STUDIO PAINT PRO/EX対応』（インプレス、2019年12月20日発売）
- 乃樹坂くしお『とことん解説! キャラクターの「塗り」入門教室 CLIP STUDIO PAINT PROで学ぶ描画の基本テクニック』（SBクリエイティブ、2019年12月25日発売）
- ゾウノセ・角丸つぶら『CLIP STUDIO PAINTブラシ素材集 モノクロイラスト/マンガ編』（ホビージャパン、2020年3月27日発売）
- 乃樹坂くしお『たのしいイラストづくりのためのCLIP STUDIO PAINTの教室』（ビー・エヌ・エヌ新社、2020年6月23日発売）
- サイドランチ『クリスタ道場 男子キャラクター専科 CLIP STUDIO PAINT PRO/EX対応』（ソーテック社、2020年8月12日発売）
- 株式会社レミック『CLIP STUDIO PAINT PRO デジタルイラストガイド』（玄光社、2020年8月17日発売）
- おぎのひとし『CLIP STUDIO PAINT マンガ制作テクニック 改訂版』（工学社、2020年9月23日発売）
- 青木俊直『iPad&クリスタで描く ゆるゆるマンガ道』（玄光社、2020年9月30日発売）
- 株式会社レミック『デジタルイラストの「キャラ塗り」最強事典 CLIP STUDIO PAINT PRO/EXで描く! 紙面解説と動画でわかる良質テク68 (デジタルイラスト事典シリーズ)』（SBクリエイティブ、2020年12月22日発売）
- サイドランチ『プロ絵師の技を完全マスター エフェクト上達術 決定版 CLIP STUDIO PAINT PRO/EX対応』（インプレス、2021年2月26日発売）
- 株式会社レミック・平井太朗『CLIP STUDIO PAINTの「良ワザ」事典 第2版 [PRO/EX対応] デジタルイラストに役立つ厳選テクニック226』（SBクリエイティブ、2021年4月9日発売）
- ゾウノセ・角丸つぶら『CLIP STUDIO PAINTブラシ素材集 西洋編』（ホビージャパン、2021年4月20日発売）
- 横濱英郷『マンガキャラ塗り方 基本&プロ技テクニック 人気絵師の実践動画付き CLIP STUDIO PAINT対応』（西東社、2021年10月19日発売）
- ビーコムプラス/著・編集、スタジオ葉山/イラスト『SNSで映えるマンガの描き方: CLIP STUDIO PAINT PROで自作しよう』（オーム社、2021年11月6日発売）